# Wesele hrabiego Orgaza
Wesele hrabiego Orgaza. Powieść z pogranicza dwóch rzeczywistości – powieść Romana Jaworskiego wydana w 1925.
Historiozoficzno-fantastyczna powieść Jaworskiego utrzymana jest w tonacji katastroficznej, wynikającej z doświadczeń I wojny światowej. Osią powieści jest rozgrywka dwóch miliarderów, Havemeyera i Yetmeyera, pragnących odgrywać rolę zbawicieli ludzkości.
Powieść zawiera parodie i nawiązania do młodopolskiego modernizmu, literatury popularnej, wątków kultury europejskiej (tytułowa postać nawiązuje do obrazu Pogrzeb hrabiego Orgaza autorstwa El Greca). Obecna jest w niej groteska i estetyka brzydoty. W sferze językowej używane są zarówno wyszukane konstrukcje, jak i dialektyzmy oraz neologizmy. Poetyka książki zbliżona jest do powieści Stanisława Ignacego Witkiewicza.